# Горове ім'я

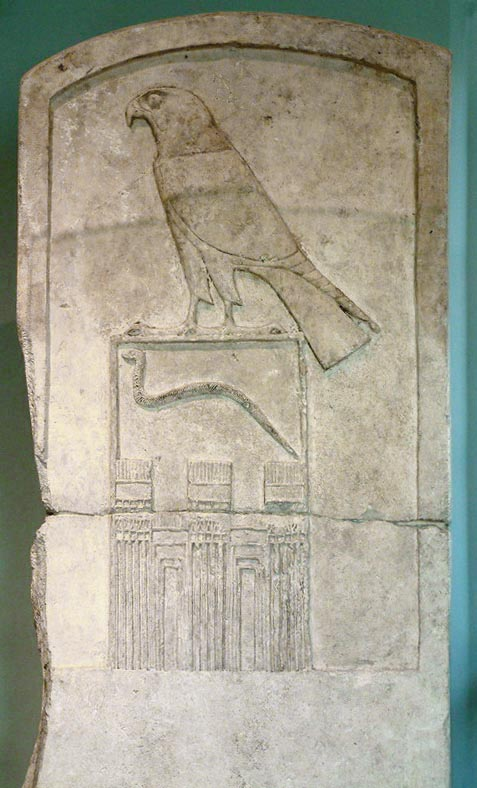
Стела, що містить серех з іменем Уаджі (Лувр)

Го́рове ім'я́ (Хо́русове ім'я́) — одне з п'яти імен у титулі правителів Єгипту, найстаріше з усіх.

## Історія та значення
До самої 4-ї династії було єдиним іменем царя (фараона) у Додинастичному та Ранньодинастичному періодах. Багато хто з перших єгипетських фараонів відомий лише під таким іменем. Таке ім'я було частиною релігійної віри у правителя як земного образу небесного бога Гора-Горуса (символ якого — сокіл). Починаючи з кінця Стародавнього царства фараон пов'язувався з міфом про Осіріса.
Принаймні один єгипетський правитель з 2-ї династії — Сет-Перібсен, використовував замість Гора зображення бога Сета. Такий приклад наслідував Хасехемуї, який помістив обидва символи Сета й Гора понад накресленням свого імені. Після того образ Гора завжди з'являвся поряд з іменем фараона.
З часів Ментухотепа II значення такого імені послабилось і в офіційних написах відтоді переважно вживалось тронне ім'я. Горове ім'я існувало до Антоніна Пія (138–161 н. е.) включно.

## Написання
Пишеться ім'я фараона у сереху, прямокутнику, на якому сидить сокіл. Нижня частина прямокутника декорована як фасад царського палацу, верхня частина символізує двір чи дім, а на вільній площі між ними стоїть ім'я властителя.